# Cardiodactylus togerao
Cardiodactylus togerao är en insektsart som beskrevs av Otte, D. 2007. Cardiodactylus togerao ingår i släktet Cardiodactylus och familjen syrsor. Inga underarter finns listade i Catalogue of Life.